# 长尾铁线蕨
长尾铁线蕨（学名：Adiantum diaphanum）为铁线蕨科铁线蕨属下的一个种。